# Netkit

## Netkit
Netkit es el resultado del trabajo conjunto del Computer Network Research Group de la Universidad  Roma  III  y  el  grupo  de  usuarios  de  Linux  LUG  Roma  3. Es un entorno para configurar y realizar experimentos de redes a bajo costo y con poco esfuerzo. Permite "crear" varios dispositivos de red virtual (enrutadores completos, conmutadores, computadoras, etc.) que se pueden interconectar fácilmente para formar una red virtual dentro de un solo PC. Los equipos son virtuales pero presentan muchas de las características de los reales, incluida la interfaz de configuración.

Cada máquina virtual se puede configurar para tener un arbitrario número de interfaces de red (virtuales). Las máquinas virtuales pueden también estar configuradas para no tener interfaces en absoluto, en el que caso de que puedan servir como hosts emulados independientes. Sin embargo, esta no es el uso para el que se ha pensado Netkit. Netkit no es un emulador de host, es un emulador de red.

## Características de Netkit
Netkit  está  basado  en  UML  (User-Mode-Linux).  UML  permite  arrancar  una  máquina Linux como un proceso de usuario corriendo dentro de una máquina anfitriona. Desde el punto  de  vista  de  la  máquina  anfitriona,  UML  es  un  proceso  normal  de  usuario. Desde el punto de vista de un proceso que corre dentro de UML, UML es un kernel,  proporcionando  memoria  virtual  y  acceso  a  dispositivos,  lo  que  denominamos máquina virtual.

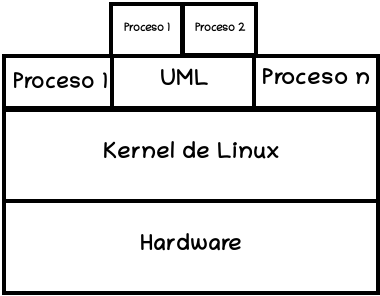
Diagrama sobre como funciona UML.

## Netkit en la actualidad
La última versión de Netkit es la 2.8, lanzada el 4 de mayo de 2011, en la actualidad netkit está obsoleto, y otros softwares han seguido mejorando con el tiempo, entre ellos Kathará, este software es el sucesor de Netkit, con un funcionamiento bastante parecido pero con mejoras considerables.

## Comandos
- vstart <nombre de dispositivo> Inicia una sola máquina virtual, el comando se acompaña con el nombre de la misma.
- vhalt <nombre de dispositivo> Inicia el apagado de la máquina especificada.
- lstart Inicia el laboratorio que se encuentra dentro del directorio donde se lanza el comando.
- lcrash Apaga todos los dispositivos del laboratorio y además borra los archivos ".disk" creados.
- lhalt Apaga el laboratorio.
- linfo Lee el archivo "lab.conf" y reporta información sobre el laboratorio, con la opción "-m <nombre>" genera un diagrama con la información del laboratorio.